# Colfax (Washington)
Colfax ist der County Seat des Whitman County im US-Bundesstaat Washington. Zum United States Census 2020 hatte Colfax 2782 Einwohner. Nach der Bevölkerungsschätzung des Washington Office of Financial Management von 2015 ist Colfax mit 2.826 Einwohnern nach Pullman die zweitgrößte Stadt im Whitman County. Sie liegt inmitten weizenbedeckter Hügel in einem Tal am Zusammenfluss von North und South Fork des Palouse River. Der U.S. Highway 195, welcher die Hauptstraße der Stadt bildet, kreuzt die Washington State Route 26 am Nordende der Stadt; früher lag Colfax auch an der Kreuzung dreier Haupt-Eisenbahnlinien. Die Stadt wurde nach Schuyler Colfax, dem Vizepräsidenten der USA von 1869–1873, benannt.

## Geschichte
Palouse-Indianer waren die ersten bekannten menschlichen Bewohner der Gegend um Colfax. Weiße Siedler erreichten das Gebiet im Sommer 1870 und bauten sehr bald ein Sägewerk. Eine Mühle und weitere Betriebe folgten, und Colfax entwickelte sich schon bald zu einer prosperierenden Stadt. Ursprünglich nannte der Pionier James Perkin die Siedlung zu Ehren seiner Freundin „Belleville“; als er eine neue Liebste fand, änderte er den Namen in Colfax nach dem damaligen Vizepräsidenten der Vereinigten Staaten.
Colfax wurde am 29. November 1873 offiziell als Stadt anerkannt. Die Stadt sah sich 1889/90 unter den Finalisten um die Ansiedlung einer neuen staatlichen Landwirtschaftshochschule, der heutigen Washington State University. Die Ehre fiel schließlich dem nahegelegenen Pullman zu, das 15 mi (24 km) südöstlich liegt.
Der Ruf von Colfax wurde durch prominente Lynchmorde 1894 und 1898 ruiniert.
Bis es zum United States Census 1930 von Pullman überholt wurde, war Colfax die größte Stadt im County.

## Geographie
Colfax liegt im Südosten von Washington auf 46° 53′ N, 117° 22′ W, auf einer Höhe von 1.962 ft (598 m). Die nächstgelegenen Städte sind Spokane, Pullman, Moscow und Lewiston/Clarkston. Das Gebiet ist geologisch interessant, da es inmitten der fruchtbaren Palouse im Zentrum des Columbia River Plateau liegt, mit den Rocky Mountains im Osten und den Channeled Scablands im Westen sowie dem Snake River im Süden.
Nach dem United States Census Bureau nimmt die Stadt eine Gesamtfläche von 9,82 Quadratkilometern ein, worunter keine Wasserflächen sind.
Der Palouse River, zum Hochwasserschutz in ein Betonbett gezwungen, das ihn zu einem 45 cm breiten Flüsschen in der trockenen Jahreszeit schrumpfen lässt, fließt mitten durch die Stadt parallel zur Hauptstraße.

### Klima
Colfax hat ein feuchtes Kontinentalklima mit vier Jahreszeiten (nach der Klimaklassifikation nach Köppen und Geiger, abgekürzt „Dsb“); die Sommer sind heiß und trocken, die Winter kalt und die Niederschlagsperiode dauert im Allgemeinen vom Herbst bis zum Frühjahr. Der mittlere Jahresniederschlag beträgt weniger als 510 mm. Dieses Klima sorgt zusammen mit dem tiefen, fruchtbaren Palouse-Boden für nahezu ideale Bedingungen zum Weizenanbau.
|                        | Jan    | Feb    | Mär    | Apr    | Mai   | Jun   | Jul   | Aug   | Sep   | Okt    | Nov    | Dez    |   |        |
| Mittl. Temperatur (°C) | −0,64  | 1,81   | 5,00   | 8,50   | 12,25 | 15,81 | 19,19 | 19,08 | 14,53 | 8,69   | 3,19   | −0,42  | ⌀ | 9      |
| Mittl. Tagesmax. (°C)  | 17,22  | 19,44  | 25,56  | 33,89  | 36,67 | 38,89 | 43,33 | 42,22 | 39,44 | 35,00  | 23,89  | 18,33  | ⌀ | 31,2   |
| Mittl. Tagesmin. (°C)  | −35,56 | −30,56 | −20,56 | −12,22 | −8,89 | −5,00 | −4,44 | −4,44 | −7,22 | −18,33 | −23,89 | −36,11 | ⌀ | −17,2  |
|                        |        |        |        |        |       |       |       |       |       |        |        |        |   |        |
| Niederschlag (mm)      | 59,18  | 49,28  | 51,31  | 43,94  | 45,72 | 34,80 | 18,29 | 18,29 | 18,54 | 30,48  | 64,77  | 74,42  | Σ | 509,02 |

| −35,56 |

| −30,56 |

| −20,56 |

| −12,22 |

| −8,89 |

| −5,00 |

| −4,44 |

| −4,44 |

| −7,22 |

| −18,33 |

| −23,89 |

| −36,11 |

| −35,56 |

| −30,56 |

| −20,56 |

| −12,22 |

| −8,89 |

| −5,00 |

| −4,44 |

| −4,44 |

| −7,22 |

| −18,33 |

| −23,89 |

| −36,11 |

## Demographie
Die Bevölkerungszahl bewegt sich seit 1910 nahe der 3.000er-Marke.

### Census 2000
Nach der Volkszählung von 2000 gab es in Colfax 2.844 Einwohner, 1.191 Haushalte und 740 Familien. Die Bevölkerungsdichte betrug 657,5/ km². Es gab 1.357 Wohneinheiten bei einer mittleren Dichte von 313,7/ km².
Die Bevölkerung bestand zu 94,16 % aus Weißen, zu 0,25 % aus Afroamerikanern, zu 0,84 % aus Indianern, zu 2,07 % aus Asiaten, zu 0,6 % aus anderen „Rassen“ und zu 2,07 % aus zwei oder mehr „Rassen“. Hispanics oder Latinos „jeglicher Rasse“ bildeten 1,48 % der Bevölkerung.
Von den 1191 Haushalten beherbergten 27,9 % Kinder unter 18 Jahren, 52,6 % wurden von zusammen lebenden verheirateten Paaren, 6,9 % von alleinerziehenden Müttern geführt; 37,8 % waren Nicht-Familien. 35 % der Haushalte waren Singles und 18,1 % waren Alleinstehende über 65-jährige Personen. Die durchschnittliche Haushaltsgröße betrug 2,24 und die durchschnittliche Familiengröße 2,9 Personen.
Der Median des Alters in der Stadt betrug 41 Jahre und damit deutlich über dem Bundesdurchschnitt von 35,3 Jahren – möglicherweise wegen der vielen Rentnerviertel. 23,5 % der Einwohner waren unter 18, 6,2 % zwischen 18 und 24, 25,6 % zwischen 25 und 44, 22,6 % zwischen 45 und 64 und 22,1 % 65 Jahre oder älter. Auf 100 Frauen kamen 93,6 Männer, bei den über 18-Jährigen waren es 89,6 Männer auf 100 Frauen.
Alle Angaben zum mittleren Einkommen beziehen sich auf den Median. Das mittlere Haushaltseinkommen betrug 36.622 US$, in den Familien waren es 47.589 US$. Männer hatten ein mittleres Einkommen von 32.188 US$ gegenüber 26.349 US$ bei Frauen. Das Pro-Kopf-Einkommen betrug 18.519 US$. Etwa 6,1 % der Familien und 9,3 % der Gesamtbevölkerung lebte unterhalb der Armutsgrenze; das betraf 9,7 % der unter 18-Jährigen und 6,8 % der über 65-Jährigen.

### Census 2010
Nach der Volkszählung von 2010 gab es in Colfax 2.805 Einwohner, 1.236 Haushalte und 718 Familien. Die Bevölkerungsdichte betrug 285,8/ km². Es gab 1.405 Wohneinheiten bei einer mittleren Dichte von 143,1/ km².
Die Bevölkerung bestand zu 95,6 % aus Weißen, zu 0,5 % aus Afroamerikanern, zu 0,4 % aus Indianern, zu 1,5 % aus Asiaten, zu 0,1 % aus Pazifik-Insulanern, zu 0,5 % aus anderen „Rassen“ und zu 1,4 % aus zwei oder mehr „Rassen“. Hispanics oder Latinos „jeglicher Rasse“ bildeten 2,8 % der Bevölkerung.
Von den 1236 Haushalten beherbergten 47,1 % Kinder unter 18 Jahren, 46,4 % wurden von zusammen lebenden verheirateten Paaren, 8,3 % von alleinerziehenden Müttern und 3,5 % von alleinstehenden Vätern geführt; 41,9 % waren Nicht-Familien. 37,5 % der Haushalte waren Singles und 18,2 % waren alleinstehende über 65-jährige Personen. Die durchschnittliche Haushaltsgröße betrug 2,19 und die durchschnittliche Familiengröße 2,89 Personen.
Der Median des Alters in der Stadt betrug 42,7 Jahre. 22,9 % der Einwohner waren unter 18, 6,7 % zwischen 18 und 24, 23,3 % zwischen 25 und 44, 25,7 % zwischen 45 und 64 und 21,2 % 65 Jahre oder älter. Von den Einwohnern waren 49,7 % Männer und 50,3 % Frauen.

## Öffentliches Leben

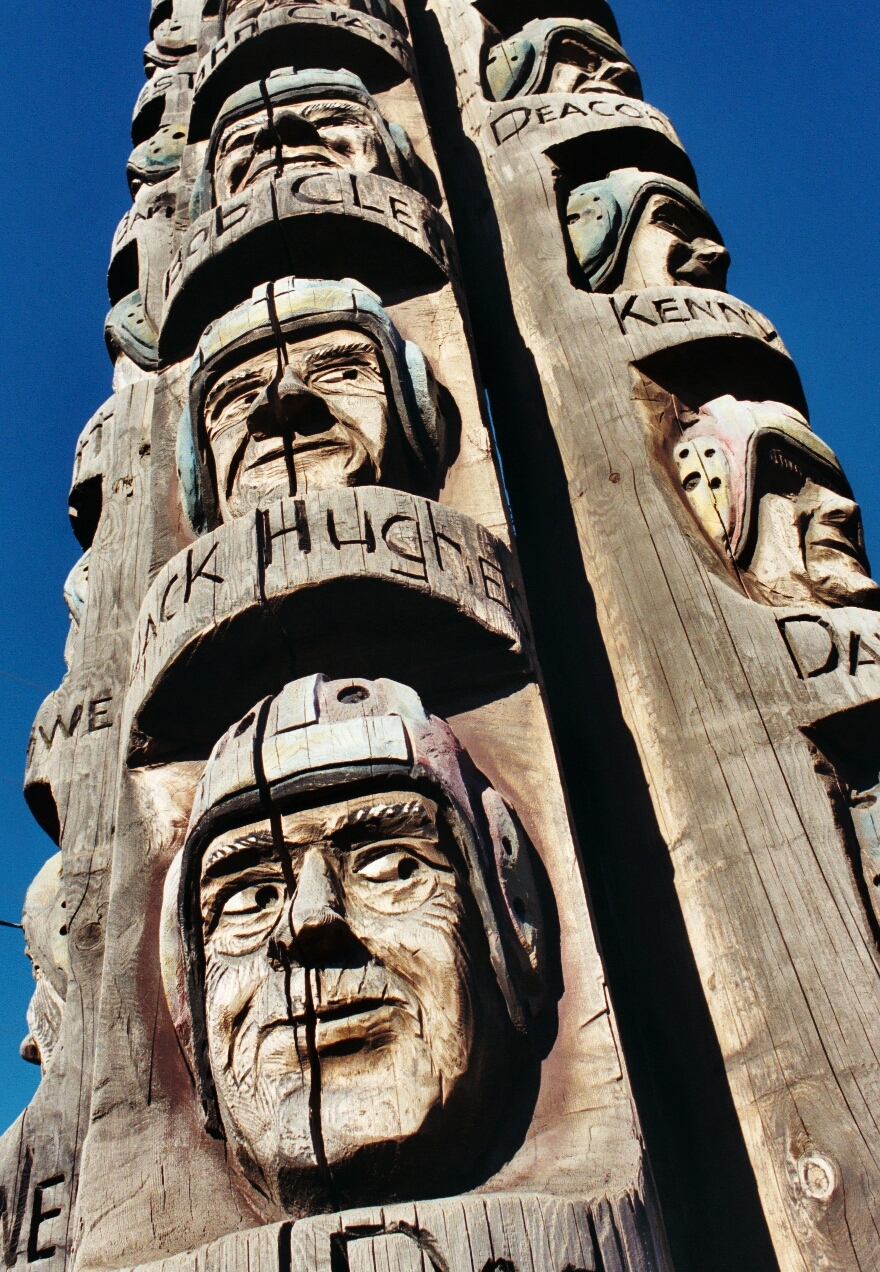
Der „Codger Pole“

### Sehenswürdigkeiten
- The Codger Pole ist eine monumentale hölzerne Skulptur vom Holzbildhauer Jonathan LaBenne. Er befindet sich an der Main Street / Rock Street und erinnert an ein Rückspiel von 1988, 50 Jahre nach dem Hinspiel von 1938, zwischen den Football-Erzrivalen Colfax High School und St. John. Er ist 65 ft (20 m) hoch und damit die größte derartige Skulptur der Welt; er besteht aus den Porträts der 51 beteiligten Spieler, die in fünf übereinandergestellte Red-Cedar-Stämme geschnitten sind. Die Spieler sind im Alter dargestellt, tragen aber die Football-Dresses der dreißiger Jahre. Der Codger Pole wurde im Mai 2016 renoviert.
- Downtown Colfax ist ein im National Register of Historic Districts geführtes Viertel, das aus einer reichhaltigen Sammlung historischer Bauten besteht, die zwischen den 1890er und 1930er Jahren errichtet wurden. Der Downtown District wird durch die Upton Street im Norden, die Stevens Street im Süden, die Mill Street im Osten und den Palouse River im Westen begrenzt.
- Former St. Ignatius Hospital Das ehemalige St. Ignatius Hospital (1009 S. Mill Street) von 1892, sitzt am südlichen Fuß eines Hügels am äußersten Südende der Mill Street. Das Gebäude diente von 1892 bis 1968 als Krankenhaus für den nördlichen Whitman County. Als das Krankenhaus hügelauf verlegt wurde, wurde von 1968 bis 2002 eine Geburtsstation in den unteren Etagen betrieben. Das Grundstück ist seit 2002 verlassen, nachdem im Winter Wasser in die oberen Etagen eindrang. Die Colfax Chamber of Commerce and Downtown Association bot zwischen Oktober und Dezember 2015 Geistertouren an. Das Gebäude ist für die Öffentlichkeit gesperrt.
- The Perkins House, an der Perkins Avenue gelegen, ist ein akribisch restauriertes Victorianisches Wohnhaus aus dem Jahr 1886. Der ursprüngliche Eigentümer war James Perkins, einer der führenden Pioniere in der Gegend. Die Familie Perkins bewohnte das Haus bis 1968, als das Haus stark heruntergekommen und zum Abriss vorgesehen war. Die Whitman County Historical Society wurde 1970 Eigentümerin und begann das Haus zu restaurieren, welches heute im National Register of Historic Places aufgeführt ist. Hinter dem Haus gibt es ein Log Cabin, 1870 erbaut, in dem Perkins 16 Jahre lang lebte; es ist das älteste erhaltene Gebäude im Whitman County. Das Haus ist von Mai bis September donnerstags und samstags für Besichtigungen geöffnet. Es beherbergt heute die Colfax Chamber of Commerce and Colfax Downtown Association, die montags bis freitags von acht Uhr morgens bis fünf Uhr abends sowie samstags geöffnet sind.[12]
- Schmuck Park Dieser Park ist der am meisten genutzte in der Stadt. Er liegt an der Kreuzung Sixth / Morton Street. Der Park besteht aus einem Skate Park, einem Schwimmbad, einem Baseballfeld, Wegen und Picknick-Plätzen.
- Colfax Golf Course and Country Club ist ein Neun-Loch-Platz in Flussnähe an der North Palouse River Road.
- McDonald Park, unmittelbar nördlich des Golfplatzes gelegen, besteht aus Spielplätzen, die von befestigten Wegen für Walking und Jogging umgeben sind. Hier werden regionale Basketball- und Softball-Turniere veranstaltet.
- The Colfax Trail ist ein drei Meilen (5 km) langer Weg, der auf einem stillgelegten Eisenbahngleis entstand. Er beginnt an einem Kieswerk abseits des Highway 26, gerade jenseits der westlichen Stadtgrenze und folgt dem Palouse River westwärts über Kuhweiden, durch Kiefernwälder, Feuchtgebiete und über Basalt-Klippen.
- George Barns, auch als Machine Gun Kelly bekannt, beraubte 1932 die First Savings & Trust Bank an der N Main Street um 77.000 USD (2014 ein Äquivalent von etwa 1,3 Mio. USD). Es war das erste Mal in ihrer Geschichte, dass die Bank ausgeraubt wurde. Barns wurde später vom FBI verhaftet (und prägte während seiner Haft den Ausdruck „G-man“) und in die Alcatraz Federal Penitentiary in der San Francisco Bay eingewiesen.

### Öffentliche Dienste, Wirtschaft und Kirchen
Zu den Angeboten und Annehmlichkeiten der Stadt für ihre Bürger gehören die Leonard Jennings Elementary School, die Colfax High School, das Whitman Community Hospital, vielfältige Seniorenheime (Hill-Ray Plaza, Whitman Nursing Home und The Courtyard), Paul's Place Assisted Living, elf Stadtparks, ein Skateboardpark, ein Schwimmbad und eine öffentliche Bibliothek, die kürzlich zu den Besten im Staat Washington gezählt wurde. Als County Seat beherbergt Colfax das Whitman County Courthouse (County-Gericht) und das Whitman County Jail (Gefängnis). Die Regierung der Stadt besteht aus einem siebenköpfigen Stadtrat und einem Bürgermeister (gegenwärtig – 2018 – G. Todd Vanek in seiner zweiten Amtszeit).
Es gibt eine kleine Auswahl von Betrieben und Geschäften, darunter ein Baumarkt, ein Geschäft für landwirtschaftlichen Bedarf, einen mittelgroßen Lebensmittelmarkt (Rosauers), eine Apotheke, zwei Hotels (Best Western und Siesta Motel), ein Bed and Breakfast, ein Fitness-Center, einen Floristen, einen Kaffeestand, vier Souvenir-Läden, ein Pfandhaus und zehn Restaurants. Vor Ort gibt es Rechtsanwälte, Zahnärzte, Automechaniker, Banken und Seniorenheime.
In Colfax gibt es neun Kirchen, darunter eine Katholische Kirche, die Peace Lutheran Church, eine Kongregation der Kirche Jesu Christi der Heiligen der Letzten Tage (auch LDS oder Mormonen), die Colfax Assembly (Assemblies of God), die Colfax Nazarene Church, die First Baptist Church, eine Evangelisch-methodistische Kirche und die Community Bible Church.
Die Wochenzeitung Whitman County Gazette wird in Colfax herausgegeben. Zusätzlich gibt es The Daily Bulletin, eine einseitige Zeitung mit täglichen Neuigkeiten und Ankündigungen. Die Moscow-Pullman Daily News berichtet gleichfalls ein wenig über lokale Neuigkeiten.

### Jährliche Events in Colfax

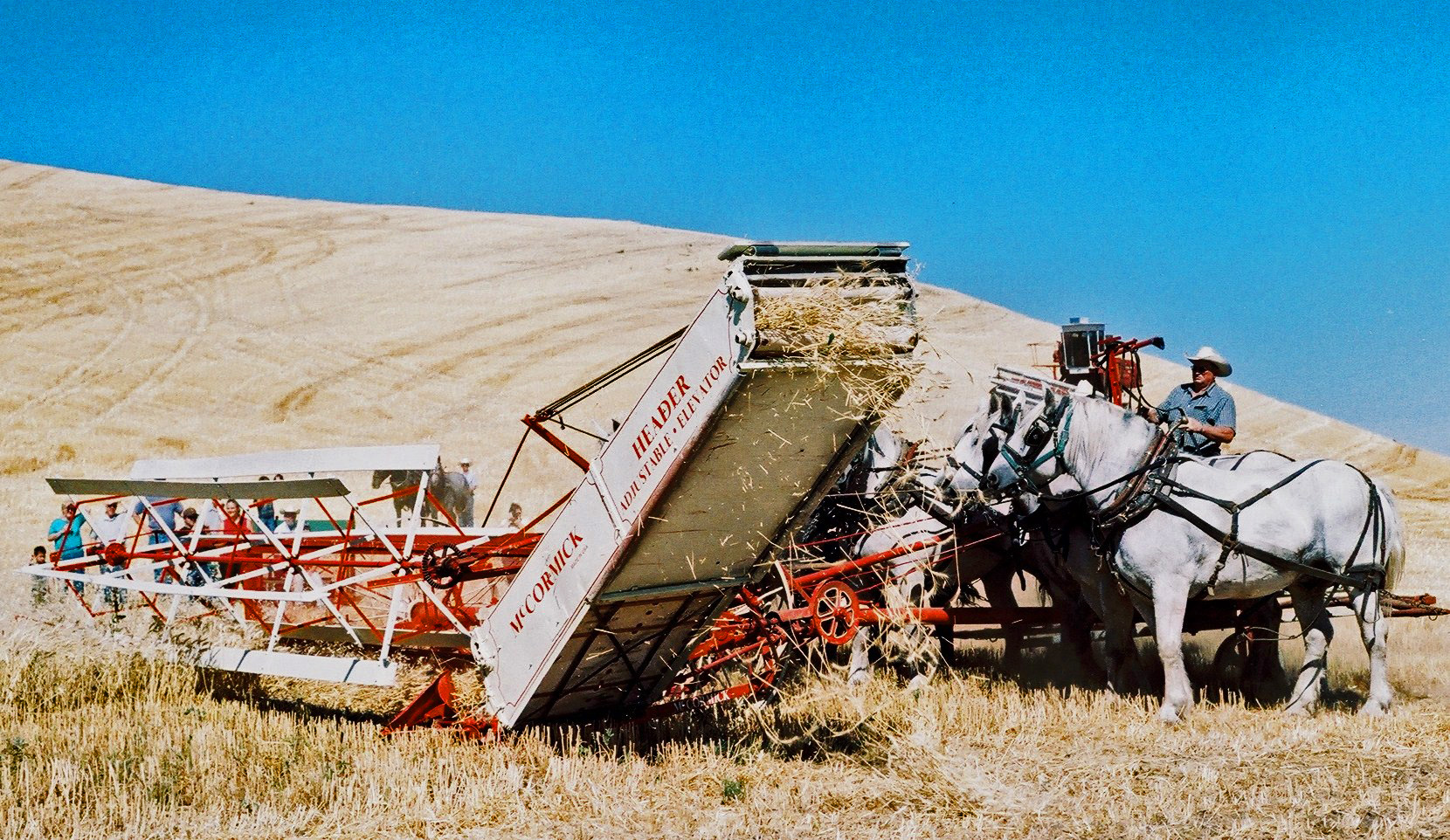
Alte Dreschtechniken werden auf der Annual Threshing Bee demonstriert

- Die Palouse Plowing Bee und die Palouse Empire Threshing Bee („bee“ bezeichnet im amerikanischen Englisch u. a. ein Amüsement) – veranstaltet am dritten Wochenende im April bzw. am ersten Wochenende nach dem Labor Day. Farmer demonstrieren traditionelle Methoden des Pflügens und Erntens auf einem 15 Acres (6 ha) großen Feld, fünf Meilen (8 km) westlich der Stadt.
- Perkins House Ice Cream Social – veranstaltet am letzten Sonntag im Juni auf dem Rasen des Perkins House; Eis, Kuchen, Live-Musik (Dixieland), Ausstellung und freie Führung
- Concrete River Days – ein Sommer-Festival am zweiten Juli-Wochenende mit Parade, Straßenverkauf und vielen Outdoor-Aktivitäten; nach dem betonierten Bett des Palouse River in Downtown Colfax benannt.
- Palouse Empire Fair – Anfang September fünf Meilen (8 km) westlich der Stadt veranstaltet; Festplatz, Rodeo, Live-Musik und Ställe mit Tieren und Handwerkern
- Winter Festival− eine Nacht-Parade in Downtown Colfax (Main Street) am ersten Donnerstag im Dezember; Festwagen, freie Süßigkeiten, Spezialprogramme in der Bibliothek, Santa Claus

## Persönlichkeiten
- Dinsmore Alter (1888–1968) – Astronom und Meteorologe, in Colfax geboren
- Ida Lou Anderson (1900–1941) – Radio-Pionierin und Professorin, in Colfax aufgewachsen
- Roland Bainton (1894–1984) – protestantischer Theologe, Kirchenhistoriker und Hochschullehrer an der Yale University
- Willard Bond (1926–2012) – Maler, in Colfax geboren
- Yakima Canutt (1895–1986) – Rodeo-Reiter, Stuntman und Second-Unit-Regisseur, in Colfax geboren
- John Crawford (1920–2010) – Schauspieler, in Colfax als Cleve A. Richardson geboren
- Timothy Ely (* 1949) – zeitgenössischer Maler, Grafiker und Buchbinder
- William La Follette (1860–1934) – Politiker, Kongressabgeordneter für Washington, verbrachte seinen Lebensabend in Colfax und starb dort
- Abe Goff (1899–1984) – Politiker, Republikanischer Kongressabgeordneter für Idaho, in Colfax geboren
- John Kitzhaber (* 1947) – zweifacher Gouverneur von Oregon (1995–2003; 2011–2015), in Colfax geboren
- Morten Lauridsen (* 1943) – Komponist, in Colfax geboren
- Virgil T. McCroskey (1876–1970) – Naturschützer und Pharmazeut, verbrachte einen Teil seines Lebens in Colfax
- Robert Osborne (1932–2017) – Filmjournalist, -historiker und Schauspieler, in Colfax geboren
- Mimi LaFollette Summerskill (1917–2008) – Autorin, Pädagogin, politische Aktivistin und Winzerin, in Colfax aufgewachsen
- Jay H. Upton (1879–1938) – Rechtsanwalt und Politiker aus Oregon, in Colfax geboren